# غراهام جويس
غراهام جويس (بالإنجليزية: Graham Joyce)‏‏ (22 أكتوبر 1954 في كوفنتري - 9 سبتمبر 2014 في ليستر) كاتب، وروائي، وكاتب خيال علمي من إنجلترا.

## روابط خارجية
- غراهام جويس على موقع ميوزك برينز (الإنجليزية)
- غراهام جويس على موقع ديسكوغز (الإنجليزية)